# 近藤隆雄
近藤 隆雄（こんどう たかお、1943年6月23日 - ）は、明治大学大学院グローバル・ビジネス研究科教授、多摩大学経営情報学部客員教授。専門は（日本では数少ない）サービス・マーケティング。

## 経歴
東京都生まれ。モービル石油人事部勤務 、立教大学社会学部助手、日本労働研究機構研究員、フルブライト留学生（カリフォルニア大学経営大学院）、HRリサーチセンター代表取締役、 杏林大学社会科学部講師、多摩大学経営情報学部・大学院教授、ウォーリック大学客員研究員を経て現職。行政学修士（国際基督教大学）。博士（商学）（明治大学）。

## 関連人物
- 野田稔（多摩大学・明治大学大学院で教鞭経験がある）